# Dons'ka Balka
Dons'ka Manga  (ucraniano: Донська Балка) es una localidad del Raión de Berezivka en el Óblast de Odesa de Ucrania. Según el censo de 2001, tiene una población de 59 habitantes.